# Seznam členů dvacátého druhého Knesetu
Toto je seznam členů 22. Knesetu, který byl zvolen 17. září 2019.

## Rozdělení mandátů podle poslaneckých klubů
- Likud: 32 mandátů (26.7 %)
- Šas: 9 mandátů (7.5 %)
- Sjednocený judaismus Tóry: 7 mandátů (5.8 %)
- Jamina: 7 mandátů (5.8 %)
- Kachol lavan: 33 mandátů (27.5 %)
- Strana práce – Gešer: 6 mandátů (5.0 %)
- Demokratický tábor: 5 mandátů (4.2 %)
- Sjednocená kandidátka: 13 mandátů (10.8 %)
- Jisra'el bejtenu: 8 mandátů (6.7 %)

## Seznam členů

### Kachol lavan
1. Binjamin Ganc
2. Ja'ir Lapid
3. Moše Ja'alon
4. Gabi Aškenazi
5. Avi Nisnkorn
6. Me'ir Kohen
7. Miki Chajimovič
8. Ofer Šelach
9. Jo'az Hendel
10. Orna Barbiv'aj
11. Michael Biton
12. Chili Troper
13. Ja'el German
14. Cvi Hauzer
15. Orit Farkaš-Hakohen
16. Karin Elharar
17. Mejrav Kohen
18. Jo'el Razvozov
19. Asaf Zamir
20. Jizhar Šaj
21. El'azar Štern
22. Mickey Levy
23. Omer Jankelevičová
24. Pnina Tamano-Šata
25. Ghadír Kamál Mríhová
26. Ram Ben Barak
27. Alon Natan Šuster
28. Ram Šefa
29. Jo'av Segalovič
30. Bo'az Toporovsky
31. Orly Froman
32. Ejtan Ginzburg
33. Gadi Jevarkan

### Likud a Kulanu
1. Benjamin Netanjahu
2. Juli-Joel Edelstein
3. Jisra'el Kac (1955)
4. Gilad Erdan
5. Moše Kachlon
6. Gideon Sa'ar
7. Miri Regev
8. Jariv Levin
9. Jo'av Galant
10. Nir Barkat
11. Gila Gamli'el
12. Avi Dichter
13. Ze'ev Elkin
14. Chajim Kac
15. Cachi Hanegbi
16. Ofir Akunis
17. Juval Steinitz
18. Cipi Chotovely
19. David Amsalem
20. Amir Ochana
21. Ofir Kac
22. Eti Chava Atijová
23. Jo'av Kiš
24. David Bitan
25. Keren Baraková
26. Šlomo Kara'i
27. Miki Zohar
28. Jif'at Saša-Biton
29. Sharren Haskelová
30. Michal Širová
31. Kati Šitritová

### Sjednocená kandidátka
1. Ajman Ode
2. Mtánes Šeháde
3. Ahmad at-Tíbí
4. Mansúr Abbás
5. Ajda Tuma Sulejman
6. Walíd Taha
7. Ofer Kasif
8. Heba Jazbaková
9. Usáma Sa'adi
10. Júsef Džabarín
11. Sa'íd al-Charúmí
12. Džábar Asáklá
13. Sámí Abú Šeháde

### Šas
1. Arje Deri
2. Jicchak Kohen
3. Mešulam Nahari
4. Ja'akov Margi
5. Jo'av Ben Cur
6. Micha'el Malchi'eli
7. Moše Arbel
8. Jinon Azulaj
9. Moše Abutbul

### Jisra'el bejtenu
1. Avigdor Lieberman
2. Oded Forer
3. Jevgenij Sova
4. Eli Avidar
5. Julija Malinovskaja
6. Hamad Amár
7. Alex Kušnir
8. Mark Efremov

### Sjednocený judaismus Tóry
1. Ja'akov Litzman
2. Moše Gafni
3. Me'ir Poruš
4. Uri Maklev
5. Jo'el Ja'akov Tesler
6. Ja'akov Ašer
7. Jisra'el Eichler

### Jamina
1. Ajelet Šakedová
2. Rafi Perec
3. Becal'el Smotrič
4. Naftali Bennett
5. Mordechaj Jogev
6. Ofir Sofer
7. Matan Kahana

### Strana práce a Gešer
1. Amir Perec
2. Orly Levy
3. Jicchak Šmuli
4. Merav Micha'eli
5. Omer Bar-Lev
6. Revital Swid

### Demokratický tábor
1. Nican Horowitz
2. Stav Šafir
3. Ja'ir Golan
4. Tamar Zandberg
5. Ilan Gil'on